# Ludwig Griesselich

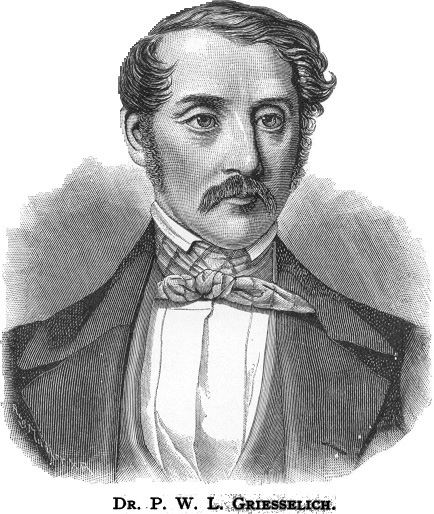

Philip Wilhelm Ludwig Griesselich (auch Grießelich und Griesslich) (* 9. März 1804 in Sinsheim im Großherzogtum Baden; † 31. August 1848 in Hamburg) war ein deutscher Botaniker und Homöopath.

## Leben
Der erstgeborene Sohn des Sinsheimer Arztes und Amtsphysikus Dr. Valentin Griesselich (* 1777; † 9. März 1830) und dessen erster Frau Katharina besuchte von 1813 bis 1820 in Heidelberg das „Philologisch-Pädagogische Seminarium“ des Theologieprofessors Friedrich Heinrich Christian Schwarz. Anschließend begann er in Heidelberg ein Medizin-Studium und promovierte 1824 zum Doktor der Medizin, Chirurgie und Geburtshilfe. Im selben Jahr erhielt er eine Anstellung als Regimentsarzt bei der Großherzoglich Badischen Artilleriebrigade in Karlsruhe.
Seit seiner Kindheit und während des Studiums beschäftigte er sich intensiv mit Botanik und brachte sein Wissen hierüber in die Pharmazie ein, indem er Arbeiten im Magazin für Pharmazie publizierte. Sein botanisches Autorenkürzel lautet „Griess.“.
1832 reiste er nach Köthen (Anhalt) zu Samuel Hahnemann, der als Begründer der Homöopathie galt. In dieser neuen Heilslehre ließ Ludwig Griesselich sich unterweisen, praktizierte sie nach seiner Rückkehr und publizierte seine Erkenntnisse.
Er wurde der Stifter des Homöopathischen Vereins des Großherzogtums Badens, der sich am 1. Oktober 1833 aus 32 Mitgliedern bildete. Publikationsorgan des Vereins war HYGEA, Zeitschrift für Heilkunst, ab 1839 für specifische Heilkunst und ab 1844 für rationell-specifische Heilkunst, die monatlich bis zu Griesselichs Tod 1848 erschien.

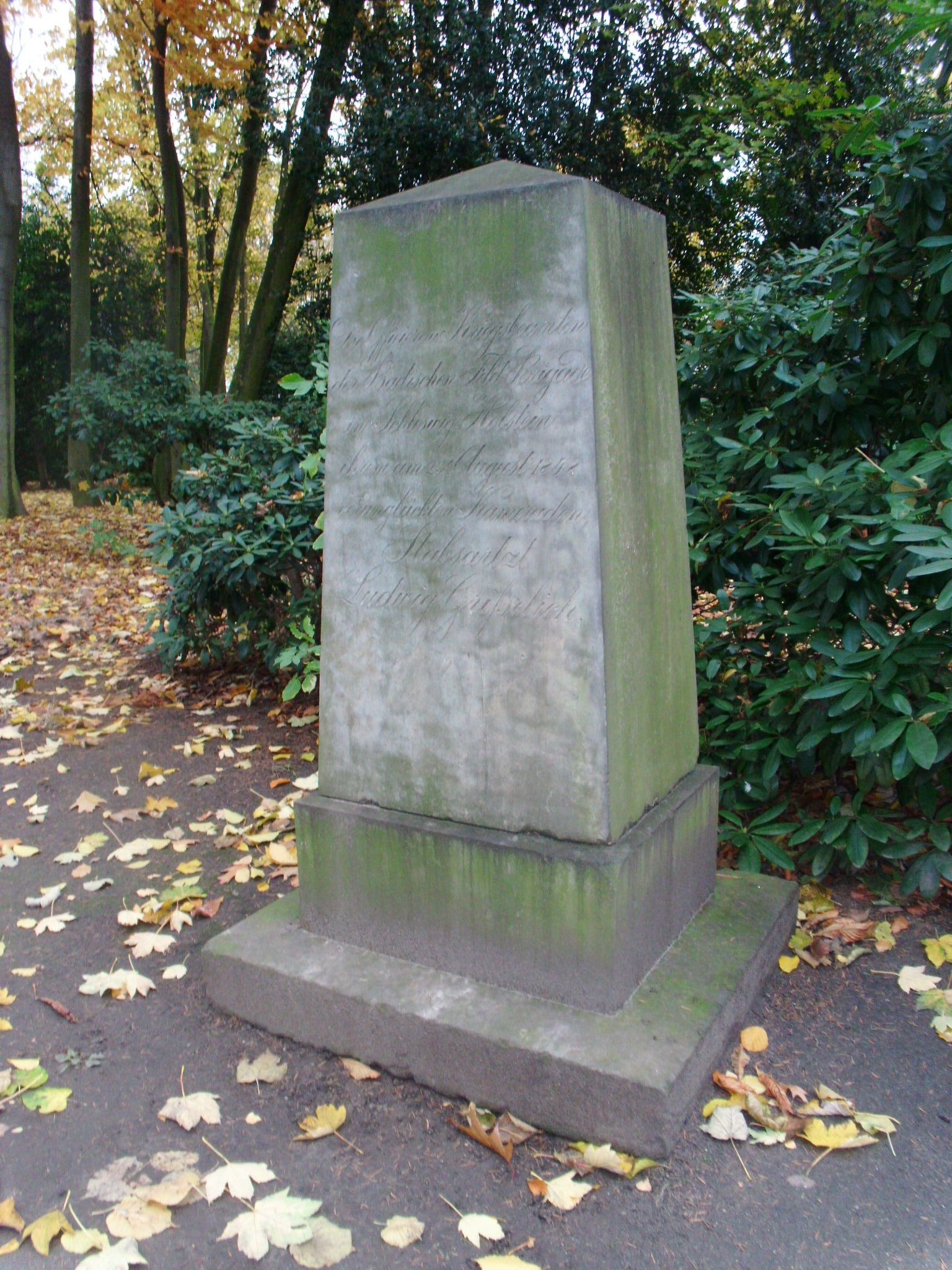
Grabmal Griesselichs auf dem ehemaligen Friedhof Norderreihe in Hamburg-Altona-Nord

1847 wurde er zum Generalstabsarzt des 8. Badischen Armeekorps befördert und erhielt 1848 die Ober-Aufsicht über die Spitäler der Truppen des Korps.
Ludwig Griesselich war seit dem 18. Mai 1828 mit Henriette Amoene Wilhelmine Abresch, Tochter des königlichen Justizrates Gottlieb Victor Abresch in Laasphe. verheiratet und hatte mit ihr 8 Kinder.

## Tod
Im August 1848 wurde eine Badisch-Hessische Brigade der Badischen Armee nach Schleswig-Holstein verlegt, um die Schleswig-Holsteinische Erhebung gegen Dänemark zu unterstützen. Ludwig Griesselich unternahm bei der Anreise am 23. August 1848 in Altona bei Hamburg einen Ausritt. Als sein Pferd bei einer Windmühle scheute, stürzte er und zog sich schwere Kopfverletzungen zu, denen er – erst 44 Jahre alt – am 31. August 1848 erlag. Weil es nicht zu kriegerischen Handlungen kam, blieb er das einzige Opfer dieses Heerzuges der Badisch-Hessischen Brigade.

## Werke
- Nähere Erläuterungen und Bemerkungen über die Bei- und Nachträge zur Flora Badensis et confinium regionum, vom Regimentsarzt Dr. Griesselich in Carlsruhe; (S.l., ca. 1829)
- Skizzen aus der Mappe eines reisenden Homöopathen; Karlsruhe, C.T. Groos, 1832.
- Die Homöopathie im Schatten des gesunden Menschenverstandes: vorzutragen in der Versammlung des ärztlichen Vereines zu Deutsch-Peking am 1sten April 1835; (Entgegnung auf Dr. Härlin's „Homöopathie im Lichte des gesunden Menschenverstandes“); Karlsruhe : Velten, 1834.
- Vollständige Sammlung aller Verhandlungen und Aktenstücke der Kammern Badens und Darmstadts, über die Ausübung des homöopathischen Heilverfahrens; Carlsruhe : Johann Velten, 1834.
- Kleine Frescogemälde aus den Arcaden der Heilkunst; Carlsruhe, Velten, 1834 - 35.
- Der Sachsenspiegel / 2, ... des Dr. Stieglitz zu Hannover und des Dr. S. Hahnemann. Nebst Bemerkungen über die Herren dd. Gemlin ... F. Jahn ... und Damerow; Carlsruhe: Groos, 1835.
- Kritisches Repertorium der homöopathischen Journalistik; Leipzig, C.E. Kollmann, 1835–1836, 1.–4. Heft. (Digitalisat)
- Kleine botanische Schriften. I. Theil; Carlsruhe, J. Velten, 1836.
- Offenes Bekenntniss über Heilkunst im Allgemeinen und Homöopathie im Besonderen; Karlsruhe : Groos, 1836.
- Über Verdünnung und Verdünner : eine höfl. Erwiederung des Dr. Eisenmann auf das Sendschreiben des Dr. Griesselich; Bamberg : Dresch, 1838.
- Sendschreiben an H. Hofrath Dr. Jörg zu Leipzig über die Arbeiten der medic. Section der 16. Versammlung deutscher Naturforscher und Aerzte zu Freiburg im Breisgau am 18 September 1838; Heidelberg, 1838.
- Democritus medicus: Wahrheit und Dichtung aus dem Gebiet der Heilkunst; Karlsruhe : Groos, 1840.
- Kritisch-polemische Blätter über die naturgetreue und die homöopatische Medicin des Prof. von Töltenyi in Wien, und über das bayerische Verbot vom 17. April 1842; Karlsruhe : C. Macklot, 1842.
- Gesundheitslehre oder leichtfaßliche Darstellung der Grundsätze zur Erhaltung und Befestigung der Gesundheit. Mit Rücksicht auf bürgerliche und häusliche Verhältnisse, Erziehung, Unterricht, Staatsanstalten, Stände und Berufsarten; Karlsruhe 1843.
- Vier Fragen aus dem Gebiete der homöopathischen Medicin, nebst den specifischen Antworten dazu; Karlsruhe : Groos, 1847.
- Deutsches Pflanzenbuch. Anleitung zur Kenntniss der Pflanzenwelt, und Darstellung derselben in ihrer Beziehung auf Handel, Gewerbe, Landwirthschaft etc. Ein Buch für Haus und Schule; Karlsruhe, Groos, 1847.
- Handbuch zur Kenntnis der homöopathischen oder spezifischen Heilkunst (Ausz.); Berlin : Haug, (1939).
- Die naturwissenschaftliche Richtung. T. 2. Handbuch zur Kenntnis der homöopathischen oder spezifischen Heilkunst : (In Ausw.); Berlin Haug 1939.
- Das Werden der Homöopathie. Bd. 2, Die naturwissenschaftliche Richtung Teil 2, Handbuch zur Kenntnis der homöopathischen oder spezifischen Heilkunst : (in Auswahl); Stuttgart : Hippokrates, (1939).
- Quellenschriften der Homöopathie. Bd. 1–2. Die naturwissenschaftliche Richtung; Berlin : Karl F. Haug, (1939).
- Die naturwissenschaftliche Richtung; Berlin : Haug, 1955.
- HYGEA. Zeitschrift besonders für rationell-specifische Heilkunst; [S.l.]: Book on demand ltd, 2015.
- Handbuch zur Kenntnis der homöopathischen oder specifischen Heilkunst: auf dem wege der... entwickelungsgeschichte (classic reprint); [S.l.] : FORGOTTEN BOOKS, 2016.